# Ezequiel Neiva (Politico)

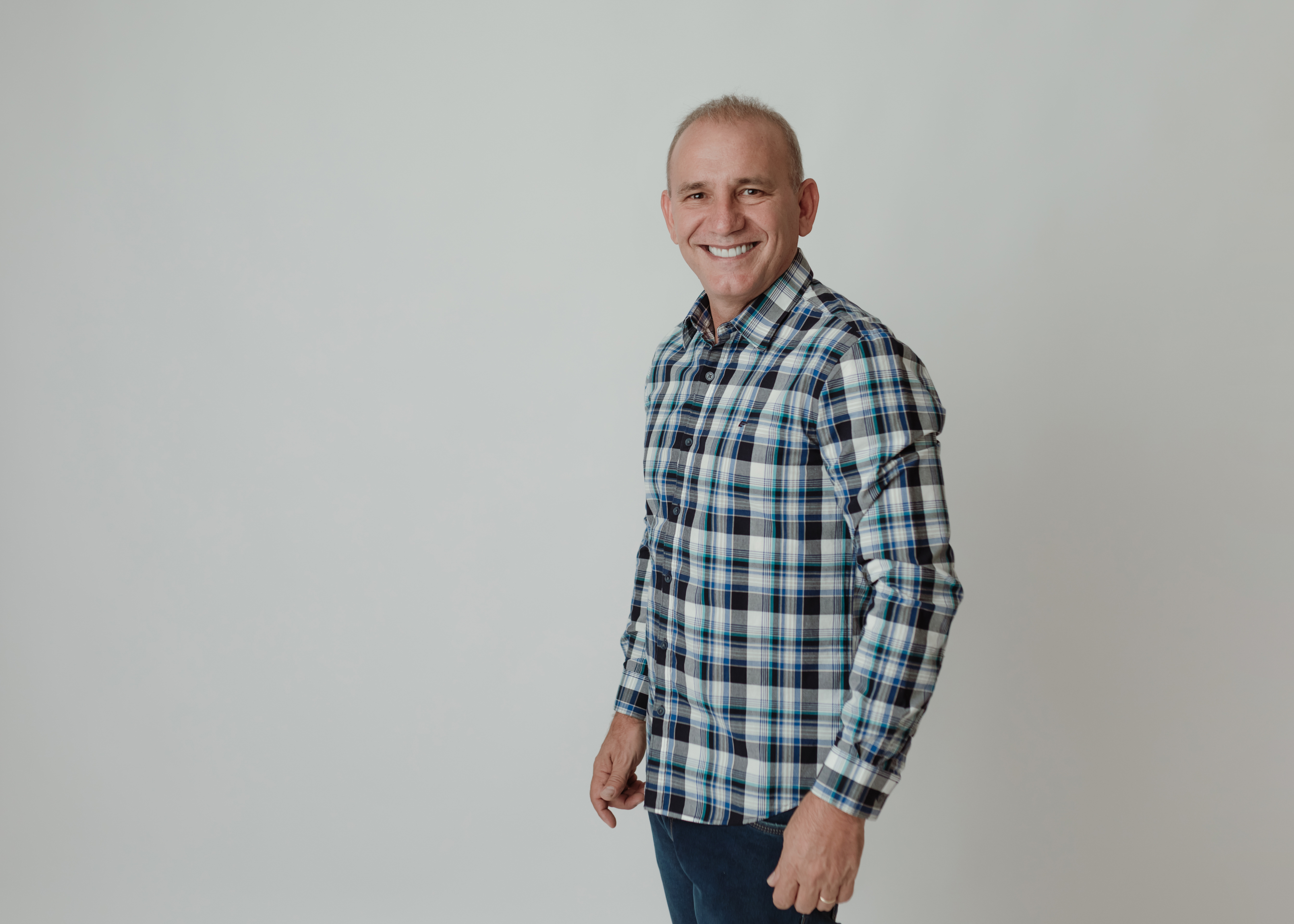

Ezequiel Neiva (Campina da Lagoa (Paraná), 20 de junho de 1969) é um político brasileiro, que atua como deputado estadual por Rondônia. Foi reeleito para o terceiro mandato, sendo o quinto mais votado entre os 24 parlamentares da atual legislatura. 
Filho de pequenos produtores rurais, ainda criança migrou para Rondônia junto com os pais. Casou-se ainda aos 19 anos com Simone Silva de Souza Neiva, com quem constituiu família com três filhos e hoje tem duas netas. É sargento da Reserva da Polícia Militar do Estado. 
Em 2002 disputou à eleição para deputado estadual pela primeira vez. Em sua segunda candidatura, em 2006, se elegeu com mais de dez mil votos. Em sua tentativa de reeleição obteve 13 mil votos e não foi eleito. 
Em 2015 foi convidado pelo então governador Confúcio Moura, para ocupar a subchefia da Casa Civil do Estado. 
Em 2018, filiou-se ao PTB e foi eleito deputado estadual com 11.257 votos.
Em 2022 disputou a reeleição pelo partido União Brasil, sendo reeleito para o terceiro mandato.